# La Juive

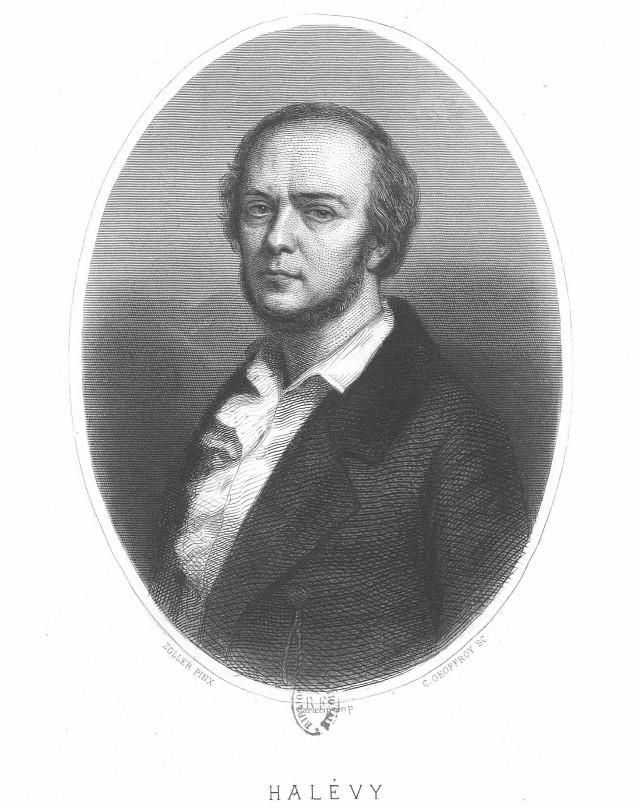
Fromental Halévy.

La Juive est un opéra en cinq actes de Fromental Halévy, sur un livret original d'Eugène Scribe créé à l'Académie royale de musique (salle Le Peletier) le 23 février 1835 sous la direction de François-Antoine Habeneck.

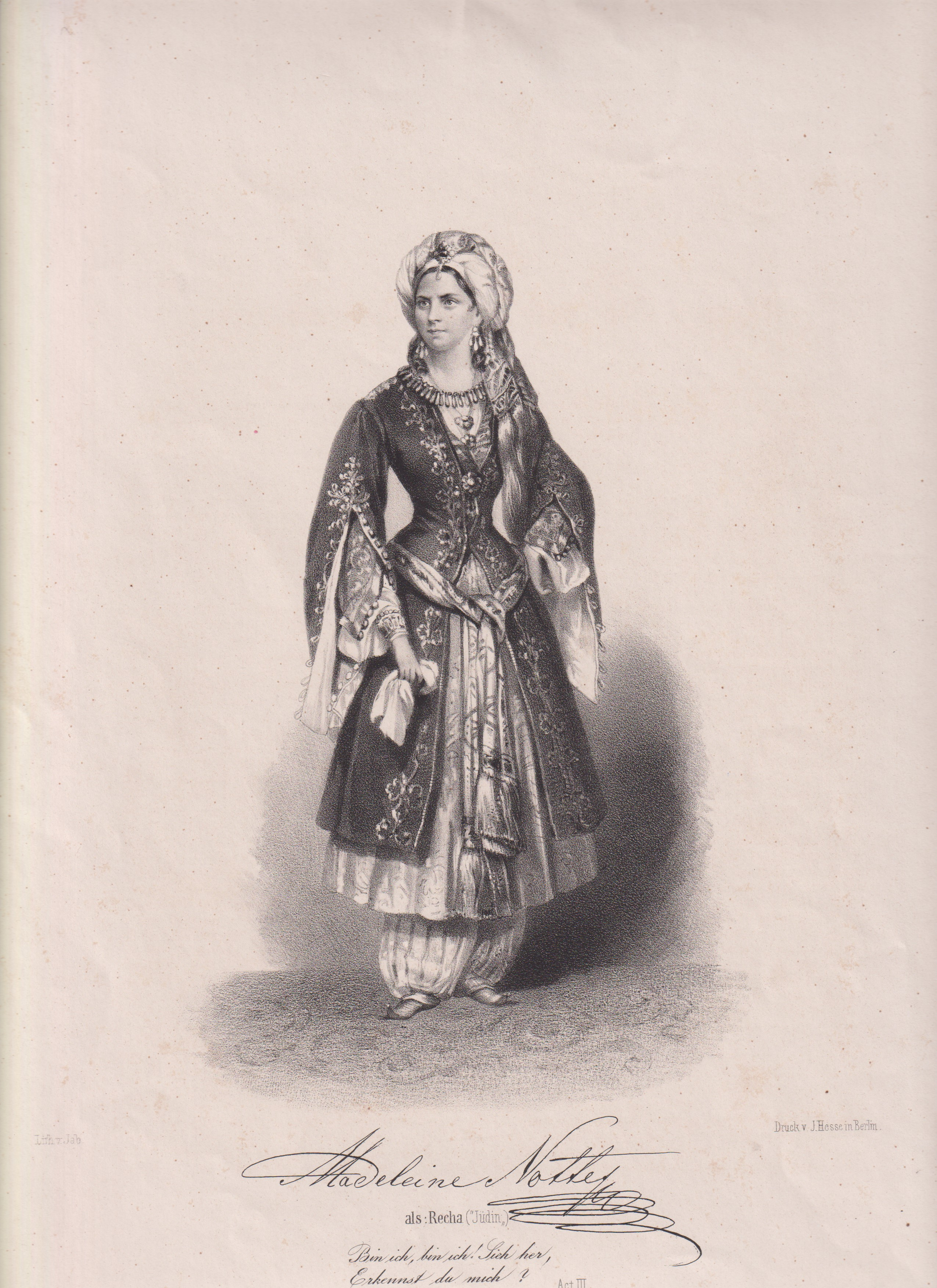
Lithographie de la soprano Madeleine Nottes dans le rôle de Recha dans l'opéra "La Juive", 1858, dans la collection du Musée Juif de Suisse.

L'opéra est composé sur un livret d'Eugène Scribe. L'action se situe lors du concile de Constance en 1414. Elle met en scène la descente aux enfers et la condamnation au bûcher d'un orfèvre juif, Eléazar et de sa fille Rachel, dont on apprendra qu'elle n'est en fait que sa fille adoptive, qui se trouve séduite et abandonnée par un prince chrétien vainqueur des Hussites, Léopold, par ailleurs marié à la princesse Eudoxie, nièce de l'empereur. Le camp catholique est représenté par un puissant ecclésiastique, le cardinal de Brogni qui, plutôt bien intentionné, ne parvient pas à sauver ceux que, pour des motifs parfaitement dérisoires le Concile a condamnés.
La Juive est l'une des œuvres les plus représentatives du « grand opéra à la française ». Son livret répond à l'esthétique alors en vogue à l'Opéra de Paris, où l'œuvre fut créée : une action en cinq actes présentant des situations spectaculaires (ici le concile de Constance de 1414) susceptibles de donner lieu à des mises en scène fastueuses, un sujet traitant de grandes passions, alliées à de puissants intérêts historiques, la possibilité d'inclure de grands chœurs et un ballet dans des décors variés et au milieu de nombreux effets spéciaux et figurants.
Sur le plan musical, La Juive est surtout connue pour l'air « Rachel, quand du Seigneur », écrit spécialement pour le ténor Adolphe Nourrit qui interprétait le rôle d'Éléazar, et l'air du cardinal Brogni « Si la rigueur et la vengeance… », souvent interprété en concert. Le rôle de Rachel, sa fille, était interprétée par Cornélie Falcon.
Par la suite, l'œuvre a été représentée près de 600 fois à l'Opéra. C'est La Juive qui a inauguré les représentations publiques du palais Garnier, le 8 janvier 1875. Elle a été représentée avec succès en France et dans le monde jusque dans les années 1930 où l'œuvre a disparu de l'affiche. Elle n'a plus été jouée à Paris entre le 9 avril 1934 et 2007, année de sa reprise à l'Opéra de Paris.

## Genèse
« Le premier fait à mentionner dans l'histoire de La Juive, représentée le 23 février 1835, est le souci, chez les deux auteurs, d'adapter une conception littéraire-musicale au talent de chanteurs alors disponibles et à la mode. Lorsque dans son parc de Montalais (près de Meudon), un soir d'été, le châtelain Scribe parla pour la première fois au compositeur de son projet de livret, il lui désigna tout de suite les interprètes auxquels il songeait. Halévy a raconté cette genèse de son œuvre maîtresse, dont le sujet l'émut d'abord profondément : « Nourrit, ajoute-t-il, nous donna d'excellents conseils. Il y avait au 4e acte un finale; il nous demanda de le remplacer par un air. Je fis la musique de l'air sur la situation donnée ; Nourrit demanda à M. Scribe de faire lui-même les paroles de l'air dont la musique était prête. Il voulait choisir les syllabes les plus sonores et les plus favorables à sa voix. M. Scribe, généreux parce qu'il est riche, se prêta de bonne grâce au désir du chanteur, et Nourrit nous apporta, peu de jours après, les paroles de l'air : « Rachel, quand du Seigneur la grâce tutélaire ». 
Halévy suivit le système usuel qui consiste à bâtir un drame lyrique avec des « numéros » juxtaposés, non sans quelques hors-d'œuvre (comme la sérénade du 1er acte); il fit œuvre de musicien sentimental, sachant fort bien son métier. Le parti pris de faire un opéra avec des « airs » soumet le compositeur à une épreuve difficile entre toutes, celle de l'invention et du renouvellement mélodiques continus, en le mettant constamment à découvert, avec l'obligation de jouer toujours un jeu franc, de tout dessiner en pleine lumière, et de payer de sa personne, si l'on peut dire, sans la ressource commode des taches de couleur instrumentale qui noient dans l'ombre les parties du tableau difficiles à traiter. Halévy est un mélodiste très abondant, parfois inspiré, sincère jusqu'à la naïveté. […]
Il y a, dans le rôle du cardinal, des phrases de grande allure, qui, sans des répétitions excessives de formules, seraient de premier ordre. On aime, çà et là, des chœurs joliment construits, bien équilibrés, un peu mous et sans grande valeur dramatique, mais d'une très bonne écriture. On s'étonne que deux femmes qui sont des rivales d'amour, chantent à la tierce comme feraient Roméo et Juliette : L'orchestration est inégale, sans unité, mais en général fine, transparente, légère; et il y a telle page où le quatuor est manié avec beaucoup de grâce. […] Les ballets sont médiocres. Dans l'ensemble de l'œuvre s'exprime — fait assez rare chez l'auteur — une tendresse qui sent encore son XVIIIe siècle.
 Les directeurs Véron et Duponchel montèrent La Juive avec luxe. D'après Castil-Blaze, la mise en scène coûta 150 000 francs (dont 30 000 consacrés aux accessoires qui, pour la première fois, étaient en métal, non en carton). D'après de Boigne, qui paraît plus près de la vérité, les frais s'élevèrent à 100 000 francs. Les archives de l'Opéra possèdent tous les mémoires de fournitures. Le costume de cardinal (pour Levasseur) coûta 484,70 fr. C'est Philastre et Cambon qui firent le décor du 3e acte, payé 8 876,80 fr. Les autres furent exécutés par Sèchon et Feuchères. »

— Jules Combarieu, Histoire de la musique

## Distribution
Rôles principaux
- Rachel (soprano dramatique) : Cornélie Falcon
- Éléazar (ténor) : Adolphe Nourrit
- le prince Léopold (ténor léger) : Marcelin Lafont
- la princesse Eudoxie (soprano léger) : Julie Dorus-Gras
- Gian Francesco, cardinal de Brogni (basse) : Nicolas-Prosper Levasseur

Rôles secondaires
- Ruggiero (baryton)
- Albert (basse)
- le Héraut d'armes de l'Empereur (baryton)
- le Majordome (baryton)
- l'Officier de l'Empereur (ténor)
- l'Exécuteur (baryton)
- l'empereur Sigismund (rôle muet)
- Deux hommes du peuple (ténor et basse)
- Chœur

## Composition de l'orchestre
2 flûtes et piccolo, 2 hautbois et cors anglais, 2 clarinettes, 2 bassons, 2 trompettes, 2 cornets, 4 cors, 3 trombones, ophicléide, timbale (mi-si), triangle, grosse caisse, cymbales, cloche, deux guitares, orgue, harpe et cordes.

## Argument

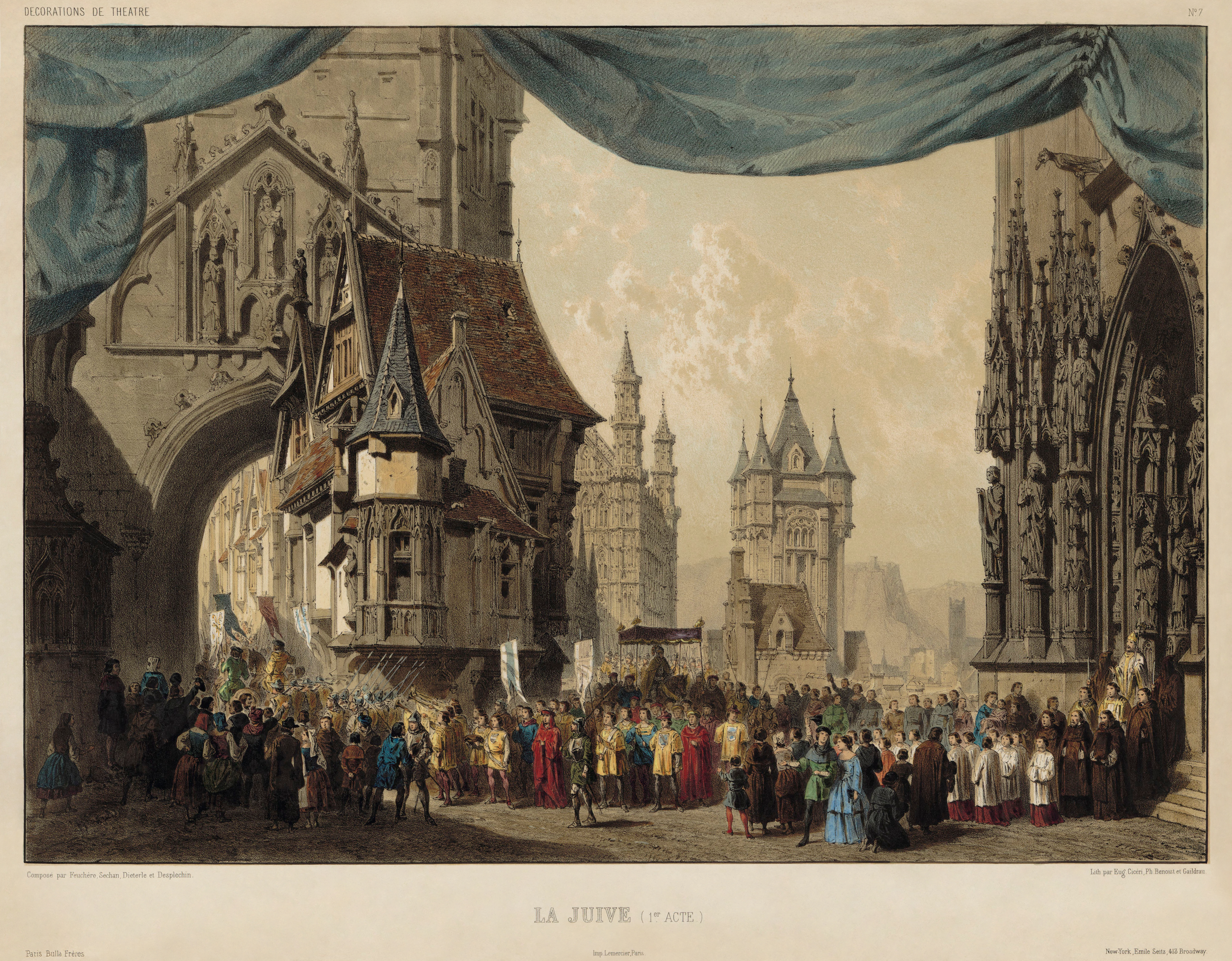
Décors de l'acte I de La Juive à la première représentation en 1835, par Charles Séchan, Léon Feuchère, Jules Dieterle et Édouard Desplechin.

L'acte I se situe à un carrefour de la ville de Constance en 1414, l'acte II à l'intérieur de la maison d'Éléazar, l'acte III dans de magnifiques jardins, l'acte IV dans un appartement gothique et l'acte V sous une vaste tente soutenue par des colonnes gothiques.
Éléazar, quand il était jeune, avait vécu en Italie près de Rome et avait vu ses fils condamnés par le comte Brogni et brûlés comme hérétiques. Éleazar lui-même a été banni de Rome et forcé de partir pour la Suisse.
En route pour ce pays, Eléazar trouve un bébé sur le point de mourir, abandonné à l'extérieur d'une maison brûlée. La maison s'avère être celle du comte. Des brigands y ont mis le feu et ont cru tuer toute la famille du comte, ignorant que Brogni lui-même était à Rome.
Éléazar prend l'enfant, une fille, la fait passer pour sienne et la nomme Rachel. Brogni à son retour, confronté à l'horreur qui l'attend, entre dans les ordres pour faire face à son chagrin. Ultérieurement, il devient cardinal.
Quand l'opéra commence, Rachel, maintenant une jeune femme, vit avec son père Éléazar dans la ville de Constance. Éléazar est bijoutier. L'animosité entre chrétiens et juifs a continué et les lois le reflètent. Si une personne juive et une personne chrétienne entretiennent une liaison charnelle, le chrétien est excommunié, le juif est tué. Rachel est amoureuse d'un jeune homme qu'elle croit être un étudiant juif. En fait, il s'agit de Léopold, un prince de la région, non seulement chrétien, mais aussi fiancé à la Princesse Eudoxie.
Rachel a invité Léopold pour célébrer la Pâque juive dans la communauté. Il est présent tandis qu'Éléazar et les juifs chantent leur prière de Pâque. Rachel devient soucieuse cependant, quand elle remarque que Léopold refuse le morceau de pain sans levain qu'elle lui donne. C'est à ce moment qu'il lui avoue qu'il est chrétien, sans lui révéler sa véritable identité. Rachel est horrifiée et lui dit que sans le savoir, elle a offensé non seulement son père, mais son honneur et son Dieu. Elle lui rappelle les conséquences terribles qui les attendent tous deux. Il promet qu'il l'emmènera. Elle essaye de résister, s'inquiétant d'abandonner son père, mais succombe finalement à ses projets. Mais ils sont bientôt confrontés à Éléazar et celui-ci maudit Léopold qui s'enfuit.
Rachel le suit au palais où est révélé son amour pour elle, une action qui mènera à la mort pour elle et à l'excommunication pour lui. Éléazar les a suivis. Comme il pousse des cris de méfiance, tous les trois sont conduits en prison. Dans la scène suivante, Eudoxie demande et obtient la permission de parler à Rachel dans la prison. Elle prie Rachel de sauver Léopold en déclarant son innocence. Eudoxie la supplie de dire que c'était sa faute seule et après une belle aria, Rachel le fait.
Eudoxie prend congé. Le cardinal de Brogni apparaît et dit à Rachel qu'il peut les sauver tous. Il demande à Éléazar de se convertir au christianisme, mais Éléazar répond d'abord qu'il préférerait mourir, puis entreprend de se venger. Il rappelle au cardinal le feu dans sa maison à Rome il y a tant d'années et dit ensuite à Brogni que sa petite fille n'est pas morte. Il dit qu'elle a été sauvée par un juif et que seulement lui, Éléazar, le connaît. Éléazar le menace : le secret mourra avec lui. Brogni le supplie, mais en vain. C'est à ce moment qu'Éléazar chante l'air le plus beau de l'opéra. Il chante la vengeance qu'il aura en mourant mais, alors, il s'avise soudain qu'il sera responsable de la mort de Rachel. Il se lamente et souffre en chantant que lui seul peut la sauver, s'il admet qu'il n'est pas son père et s'il dit au monde qu'elle n'est pas juive, mais chrétienne et la fille du cardinal.
Étant sur le point de s'adoucir, il entend la populace appeler à sa mort et se résout soudain à ne jamais rendre Rachel aux chrétiens. Éléazar et Rachel sont menés vers l'échafaud où ils périront dans les flammes. Rachel est terrifiée et lui est pris de pitié. Éléazar ne lui révèle pas qui elle est, mais lui dit qu'elle peut vivre si elle décide de se convertir au christianisme. Elle refuse et monte à l'échafaud avant lui. Comme le peuple réclame leur mort, Brogni demande à Éléazar :
« Dites-moi, est-ce que ma fille est toujours vivante ?

– Oui.

– Seigneur, où est-elle ? »

Éléazar montre le bûcher pendant que Rachel est jetée dedans et crie :

« C'est votre fille qui périt dans ces flammes ».

## Enregistrements
Intégrales
- Tony Poncet, Géry Brunin, Taddeuz Wierzbicky, Lia Rottier, Stany Bert, Aurélio Burzi, Jef van der Berghen, Robert Ledent (dir.) - Golden Age Opéra Melodram, EJS 439 MEL 169 (coffret de 3 x 33 tours), live Opéra royal de Gand, 1964
- José Carreras, Julia Varady, June Anderson,Philharmonia Orchestra, Antonio de Almeida (dir.) - Philips Classics CD 420 190-2, 1989
- Neil Shicoff, Krassimira Stoyanova, Simina Ivan, Wiener Staatsoper, Vjekoslav Sutej (dir.) - Deutsche Grammophon DVD 00440 073 4001, 2004

Extraits
- Tony Poncet, Jane Rhodes, Gérard Serkoyan, Denise Monteil, R. Andréozzi, Bernard Demigny, Marcel Couraud (dir.) - Philips 837026 GY, 1964
- Richard Tucker, Martina Arroyo, Anna Moffo, Bonaldo Giaiotti, Juan Sabatè, New Philharmonia Orchestra, Antonio de Almeida (dir) - RCA Red Seal Arl 1-0447, 1974